# Delcambre
Delcambre è un comune degli Stati Uniti d'America, situato nello Stato della Louisiana, diviso tra la parrocchia di Vermilion e la parrocchia di Iberia.